# Diocese de Linares (México)
A Diocese de Linares (em latim:  Dioecesis Linarina) é uma diocese da Igreja Católica localizada no município de Linares, no estado de Nuevo León, pertencente a Arquidiocese de Monterrey no México. Foi fundada em 30 de abril de 1962 pelo Papa  João XXIII. Com uma população católica de 250.000 habitantes, sendo 82,0% da população total, possui 24 paróquias com dados de 2021.

## História
Em 30 de abril de 1962 o Papa João XXIII cria a Diocese de Linares través do território da Arquidiocese de Monterrey.

## Lista de bispos
A seguir uma lista de bispos desde a criação da diocese em 1962.
|                   | Nome                           | Período           | Notas                                 |
| Bispos de Linares | Bispos de Linares              | Bispos de Linares | Bispos de Linares                     |
| ----------------- | ------------------------------ | ----------------- | ------------------------------------- |
| 6º                | César Alfonso Ortega Díaz      | 2021 - atual      |                                       |
| 5º                | Hilario González García        | 2014 - 2020       | Nomeado bispo de Saltillo             |
| 4º                | Ramón Calderón Batres          | 1988 - 2014       |                                       |
| 3º                | Rafael Gallardo García, O.S.A. | 1974 - 1987       | Nomeado bispo de Tampico              |
| 2º                | Antonio Sahagún López          | 1966 - 1973       | Nomeado bispo auxiliar de Guadalajara |
| 1º                | Anselmo Zarza Bernal           | 1962 - 1966       | Nomeado bispo de León                 |